# 小関郁
小関 郁（こせき ふみ、1986年5月8日 - ）は、千葉県浦安市出身のヴァイオリン奏者。弦楽四重奏団のクァルテット・ヴェーネレのメンバー。同じくヴァイオリン奏者の小関妙とは双子の姉妹。

## 略歴
第13回日本クラシック音楽コンクール全国大会第4位。第20回市川市文化会館新人演奏会オーディション優秀賞。霧島国際音楽祭、京都フランス音楽アカデミー等で、藤原浜雄、ジェラール・プーレ、エドヴァルド・ツェンコフスキー等のマスタークラスを受講。2005～2008年原村室内楽セミナーやリゾナーレ室内楽セミナーにて緑の風奨励賞やハイドン賞を受賞。2006年ウィーン国立音大主催夏期国際アカデミーにてArtis-Preisを受賞し、若い人のための「サイトウ・キネン室内楽勉強会」、プロジェクトQ第3章等に参加。2009年リュミエール・トリオを結成し、青森県立美術館チャイコフスキーピアノトリオオーディション第1位獲得。
東京藝術大学音楽学部附属音楽高等学校を卒業。東京藝術大学音楽学部を同声会賞を受賞し卒業。現在東京藝術大学大学院音楽研究科修士課程2年に在学中。

## 師事歴
ヴァイオリン
- 益田吾郎
- 吉村知子
- 松原勝也

室内楽
- 岡山潔
- 山崎伸子
- 佐々木亮
- 松原勝也